# Menomini

Oznakowanie drogowe w stanie Wisconsin

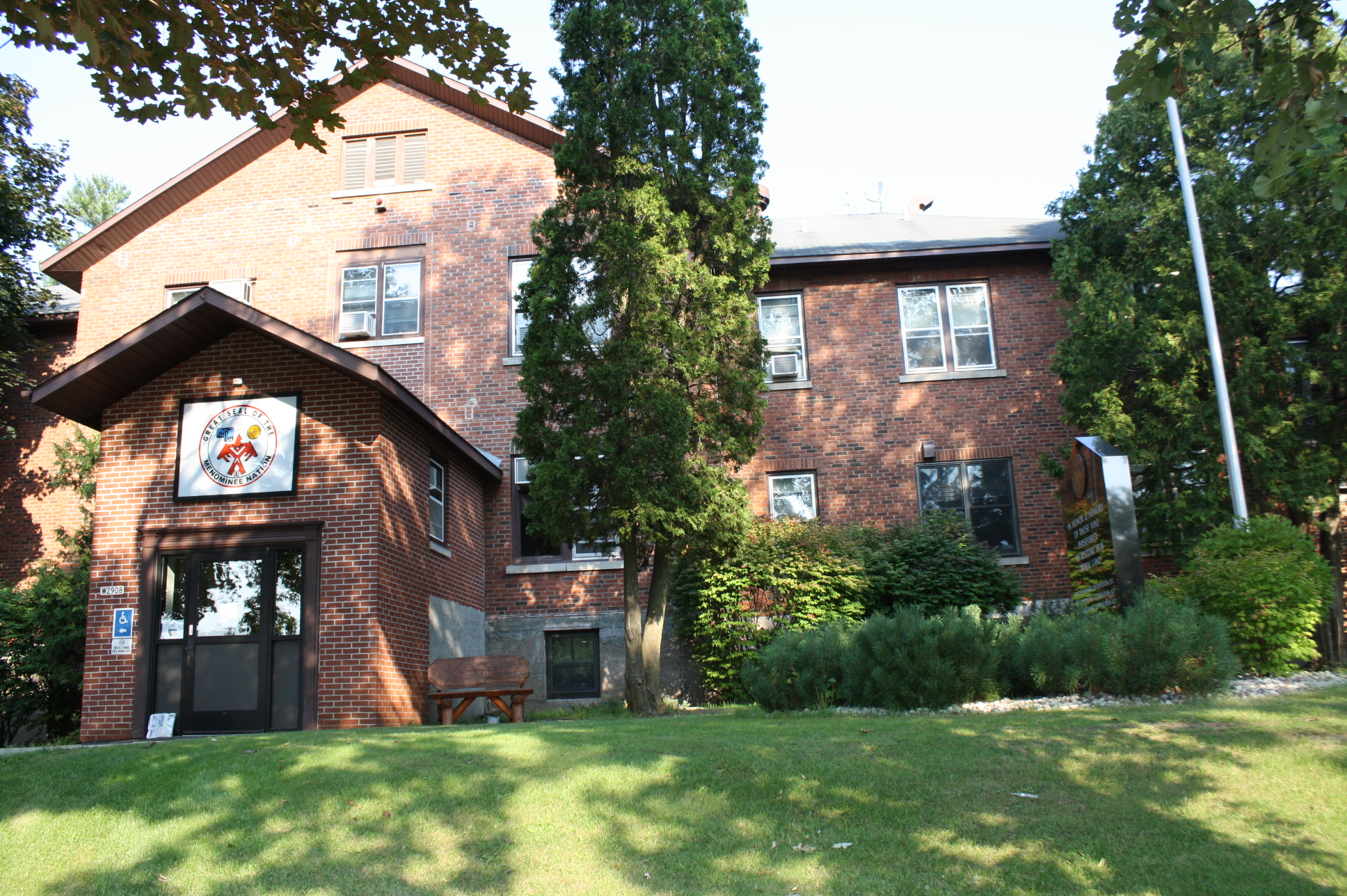
Siedziba rady plemiennej w Keshena, Wisconsin

Menomini (ang. Menominee) – plemię Indian Ameryki Północnej posługujące się w przeszłości językiem z rodziny języków algonkiańskich.
Jedno z niewielu plemion indiańskich zamieszkujących po dziś dzień tam, gdzie po raz pierwszy napotkali ich biali przybysze w XVII w. Pod względem wierzeń i zwyczajów są bardzo bliscy Odżibwejom. Ich głównym pożywieniem był dziki ryż, do czego nawiązuje nazwa plemienia: „Lud Dzikiego Ryżu”. Nie uprawiali go jednak, a jedynie zbierali dziko rosnący, obawiając się, że mogą w ten sposób zranić „Matkę Ziemię”. Żyją w rezerwacie nad środkowym biegiem rzeki Wolf River w połowie drogi między miastami Wausau i Green Bay w stanie Wisconsin.
Kilkadziesiąt lat temu plemię wystąpiło do sądu przeciwko władzom federalnym Stanów Zjednoczonych z oskarżeniem o niewłaściwe zarządzanie ich rezerwatem. Uzyskali odszkodowanie w wysokości 9,5 mln dolarów, które umieścili w zwyżkujących akcjach na giełdzie. W roku 1954 na ręce plemienia wpłynęła pierwsza wypłata odsetek: 4 miliony 881 tysięcy dolarów – każdy spośród 3254 dorosłych członków plemienia otrzymał na rękę 1500 dolarów. W roku 1959 Menomini spłacili wszystkie długi i wyzwolili się spod kontroli władz.
Ich imieniem nazwano hrabstwo, miasto i wodospad Menominee Falls w Wisconsin, a także hrabstwa w stanach Michigan i Illinois.